# Опсада Цариграда (813)
Опсада Цариграда 813. године (буг. Обсадата на Константинопол) неуспешан је покушај бугарског кана Крума да освоји византијску престоницу.

## Опсада
Након велике победе код Версиникија, Крум се припремао да опседне византијску престоницу. Михаило I Рангабе је због пораза у бици присиљен да абдицира и да се замонаши. Крум долази до зидина Цариграда 17. јула 813. године и организује паганске ритуале жртвовања животиња и људи са циљем да заплаши браниоце града и натера их на предају. Међутим, то није утицало на Византинце који су храбро наставили да бране град. Дуготрајна опсада је изморила и бугарску војску па Крум одлучује да предложи мир новом византијском цару Лаву Јерменину.
Крум је предложио састанак са царем. Византинци су му наместили замку у којој је рањен приликом бега. Бесан, Крум је опустошио околину Цариграда и Тракију, па се због зиме повукао назад у своју државу.